# قاسم‌آباد ۱
قاسم‌آباد ۱ یک روستا در ایران است که در دهستان زیدآباد واقع شده‌است.